# Elizabeth Gurley Flynn
Elizabeth Gurley Flynn (Concord, 7 augustus 1890 – Moskou, 5 september 1964) was een Amerikaans syndicalist, activist en feminist.
Flynn begon als 17-jarige te werken als organizer voor de Industrial Workers of the World en stond in 1912 mee aan het roer van de geslaagde textielarbeidersstaking in Lawrence (Massachusetts). In 1920 was ze medeoprichter van de American Civil Liberties Union. Flynn streed voor socialisme, vrouwenrechten, anticonceptie en vrouwenkiesrecht. In 1926 vervoegde ze de Communist Party USA en van 1961 tot haar dood in 1964 was ze er chairperson van. In 1952 werd ze veroordeeld onder de Smith Act. Ze stierf tijdens een bezoek aan de Sovjet-Unie, waar ze een staatsbegrafenis kreeg.

## In populaire cultuur
Songwriter en syndicalist Joe Hill schreef over haar het lied "The Rebel Girl" (1915). John Updikes roman In the Beauty of the Lilies (1996) is gebaseerd op Flynns leven. Ook in de historische roman De nietige miljoenen (2021) van Jess Walter speelt zij een prominente rol als jonge activiste.